# Hop (počítačové sítě)

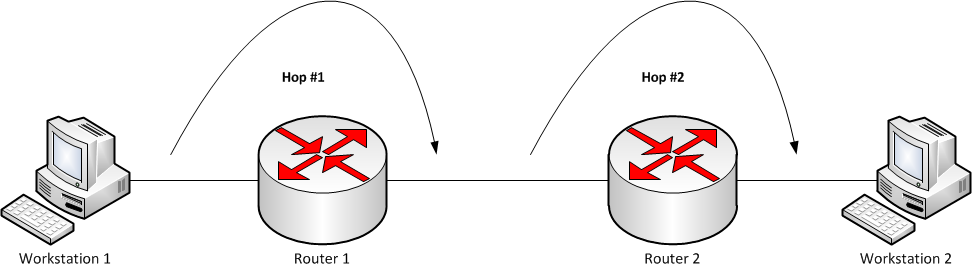
Ukázka hopů v síti. Počet hopů mezi
počítači je v tomto případě 2.

Hop je v počítačových sítích jeden úsek cesty mezi výchozím a cílovým počítačem. Datový paket prochází při své cestě sítí routery a branami (anglicky gateway). Při každém průchodu paketu takovým zařízením se délka cesty zvětší o jeden hop. Pro zjištění, kolik hopů je potřeba, aby se paket dostal z jednoho uzlu sítě do jiného, lze použít program ping nebo traceroute (tracepath).

## Počet hopů
Počet hopů závisí na počtu routerů, kterými musí paket projít mezi výchozím a cílovým uzlem, pokud neputuje po jednom kabelu nebo jiném spoji. Každý router po cestě představuje představuje jeden hop, protože umožňuje přechod z jedné linky na jinou. Počet hopů je proto základní mírou vzdálenosti v síti.
Počet hopů je přibližná míra vzdálenosti mezi dvěma uzly v síti. Počet hopů n znamená, že na cestě mezi výchozím a cílovým uzlem leží n routerů. Tato metrika ale není sama o sobě příliš užitečná pro určování optimální cesty sítí, protože nebere v úvahu přenosovou rychlost, zatížení linky, spolehlivost a latenci jednotlivých hopů, ale jenom jejich počet. Některé směrovací protokoly (např. RIP) však používají počet hopů jako jedinou metriku.
Počet hopů se často používá pro hledání chyb v síti nebo pro kontrolu, že směrování funguje správně. Pro zjištění vzdálenosti na určitý uzel sítě slouží síťové programy jako ping a traceroute. Program ping generuje pakety, ve nichž lze nastavit hodnotu v poli omezujícím maximální počet hopů. Pokaždé když ruoter nebo jiné mezilehlé zařízení přijme paket, zmenší pole udávající počet zbývajících hopů o jedničku. Pokud tato hodnota klesne na nulu, zařízení paket zahodí. To zabraňuje paketům, aby do nekonečna bloudily sítí kvůli chybám směrování. Routery i mosty mohou v paketech měnit počet hopů, ale jiné typy zařízení (jako rozbočovače) ne.

## Hop limit
Aby se zabránilo nekonečnému putování paketů sítí při výskytu směrovacích smyček, omezuje mnoho protokolů počet hopů, které může paket v síti provést.
Protokol IPv4 k tomuto účelu používá pole „Time to live“, protokol IPv6 pole „Hop Limit“.

## Next hop
Next hop je termín používaný pro další router, na který je třeba posílat pakety na cestě k jejich konečnému cíli. Jedna z technik pro zmenšení rozsahu směrovací tabulky se nazývá next-hop routing.

## Next hop forwardování
Směrovací tabulka obvykle obsahuje IP adresu cílové sítě a IP adresu dalšího routeru (další hop) na cestě do cílové sítě. Používání směrovací tabulky pro ukládání dalšího hopu pro každý „známý“ cíl se nazývá next-hop forwarding. Router v tomto případě zná pouze jeden krok cesty, ne úplnou cestu k cíli. Důležité je si uvědomit, že další hopy uvedené ve směrovací tabulce jsou v sítích, ke kterým je router přímo propojen.